# Sojuz TMA-03M
Sojuz TMA-03M – misja statku Sojuz do Międzynarodowej Stacji Kosmicznej, mająca na celu dostarczenie nowej załogi. Start nastąpił 21 grudnia 2011 roku z kosmodromu Bajkonur, natomiast lądowanie 1 lipca 2012 r. w Kazachstanie.
W trakcie pobytu załogi statku Sojuz TMA-03M na pokładzie ISS, nastąpiło cumowanie pierwszego komercyjnego statku zaopatrzeniowego Dragon firmy SpaceX. Manewry przechwycenia kapsuły manipulatorem Canadarm2 oraz jej zacumowania do ISS przeprowadzili André Kuipers i Donald Pettit, którzy trenowali je podczas przygotowań do lotu.

## Załoga

### Podstawowa
- Oleg Kononienko (2) – dowódca (Rosja)
- André Kuipers (2) – inżynier pokładowy (Holandia)
- Donald Pettit (3) – inżynier pokładowy (USA)

### Rezerwowa
- Jurij Malenczenko (5) – dowódca (Rosja)
- Akihiko Hoshide (2) – inżynier pokładowy (Japonia)
- Sunita Williams (2) – inżynier pokładowy (USA)

## Galeria

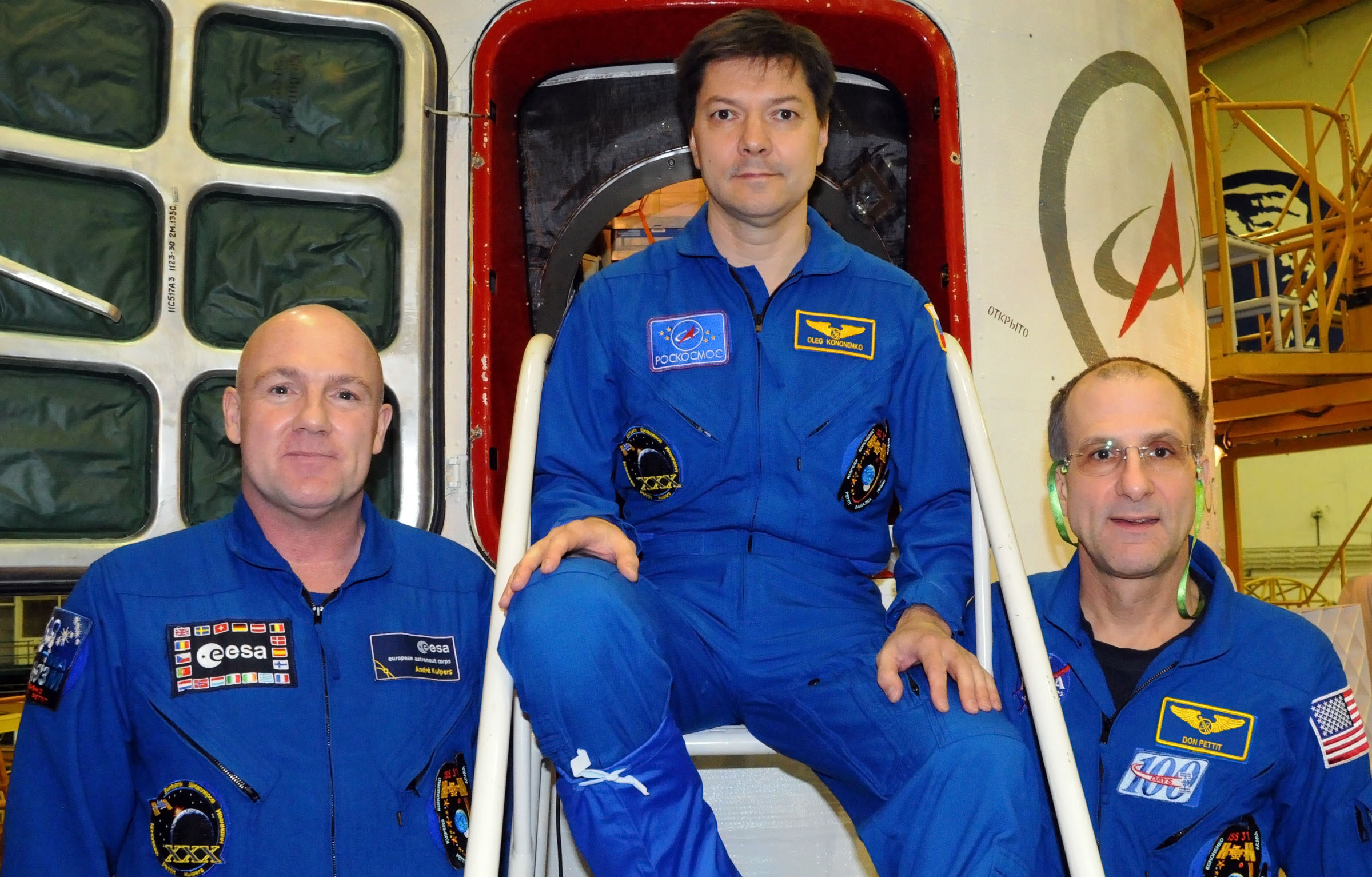
Załoga statku Sojuz TMA-03M
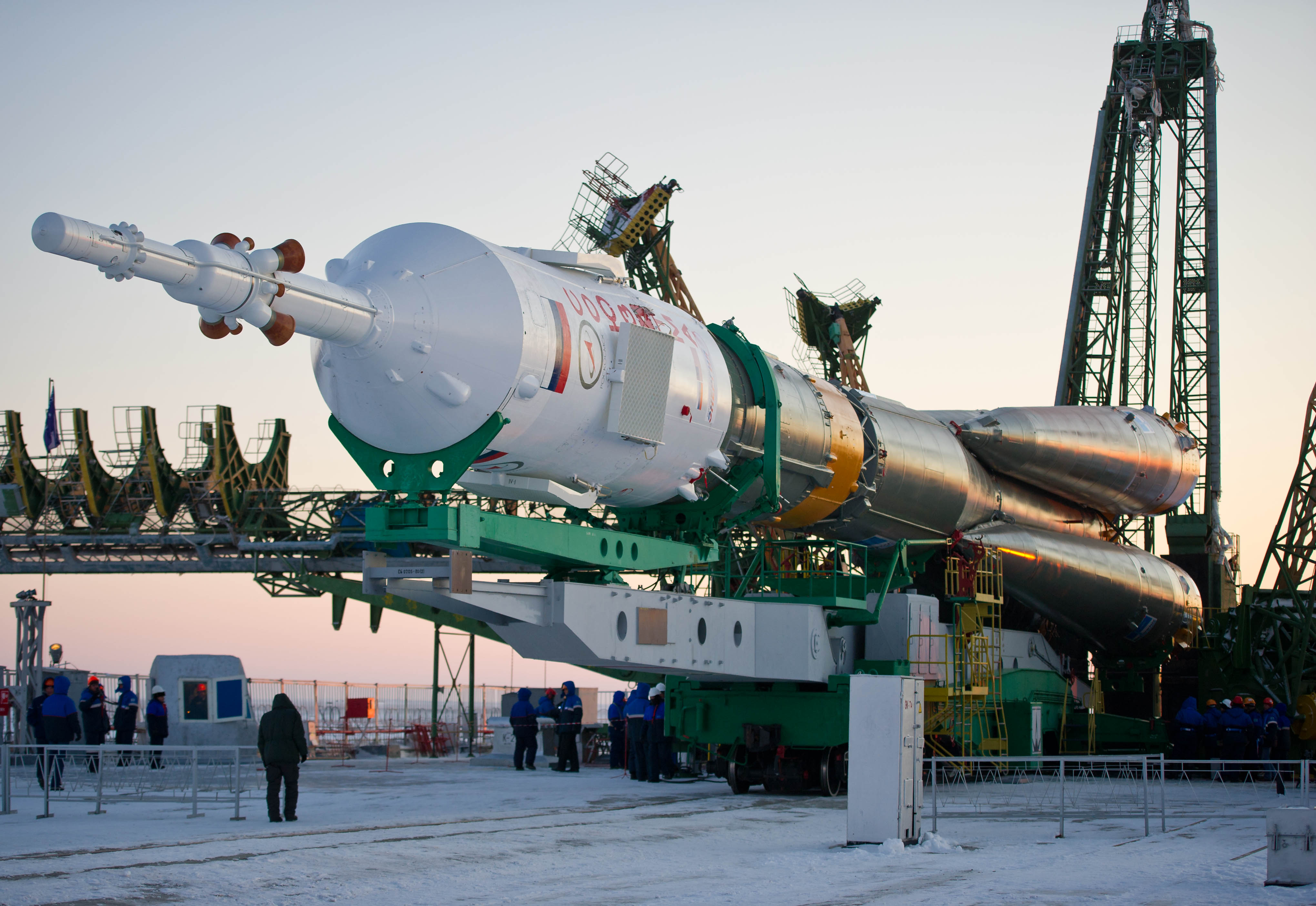
Rakieta Sojuz ze statkiem Sojuz TMA-03M wytaczana na stanowisko startowe
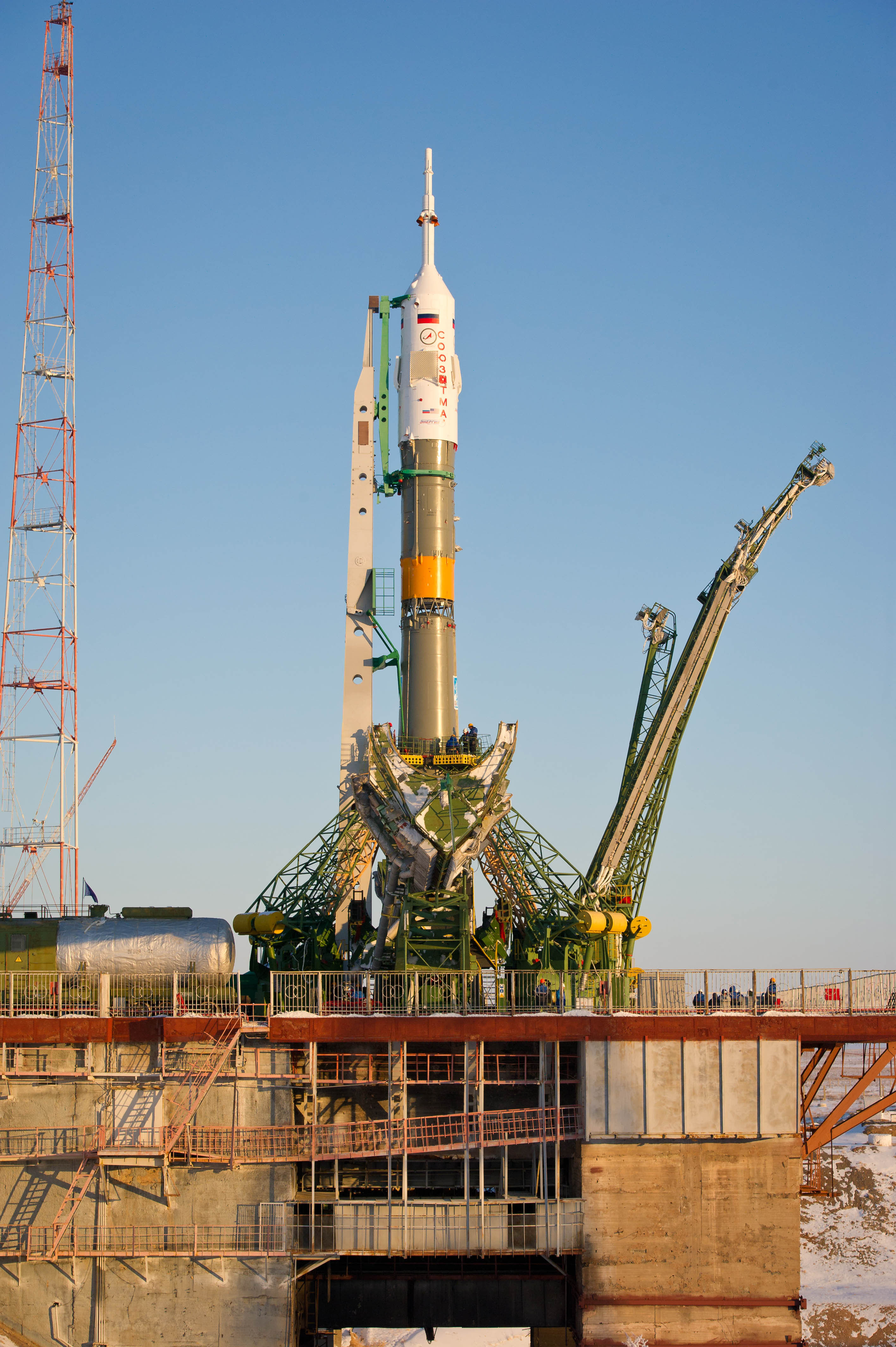
Rakieta Sojuz na stanowisku startowym
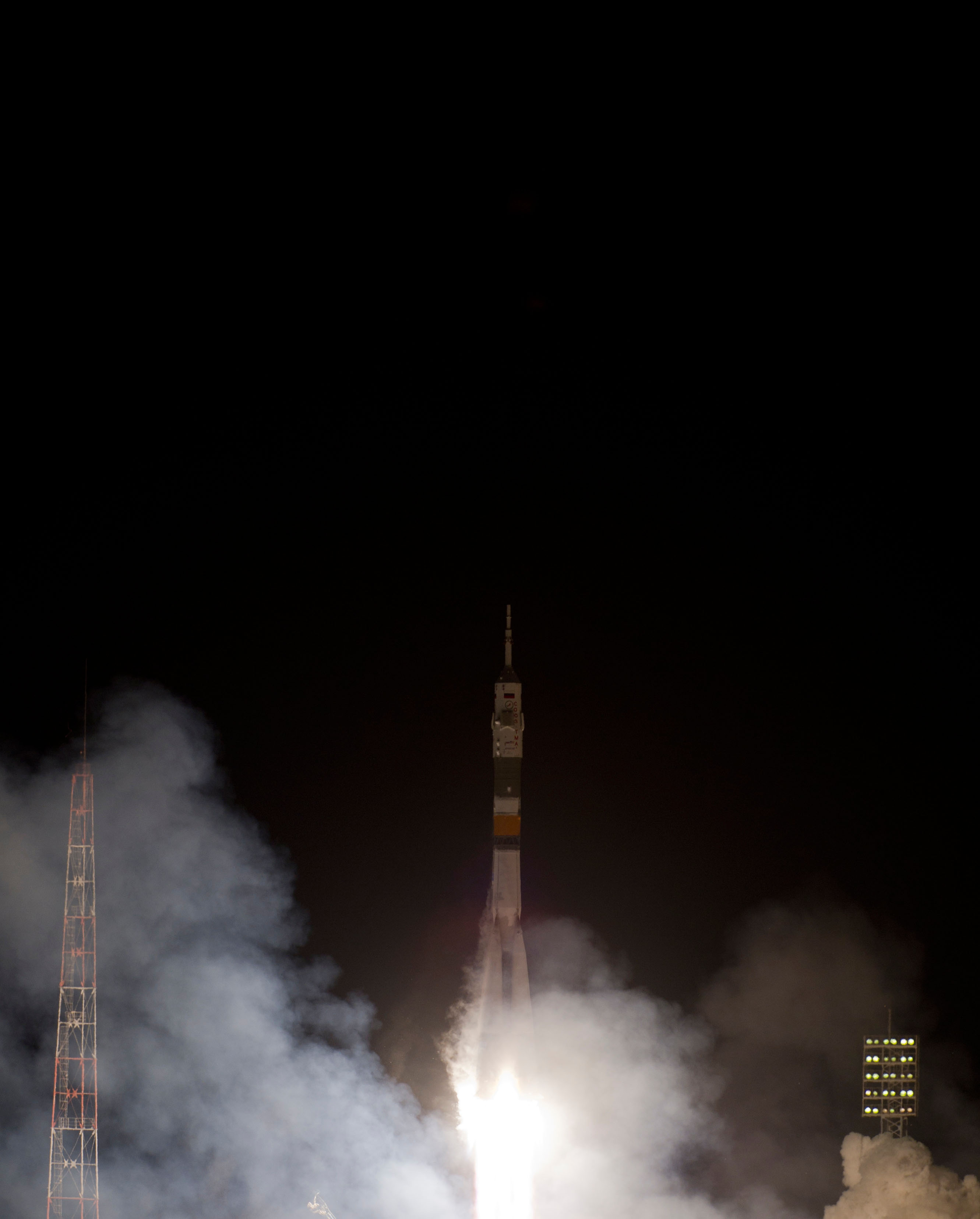
Start rakiety Sojuz
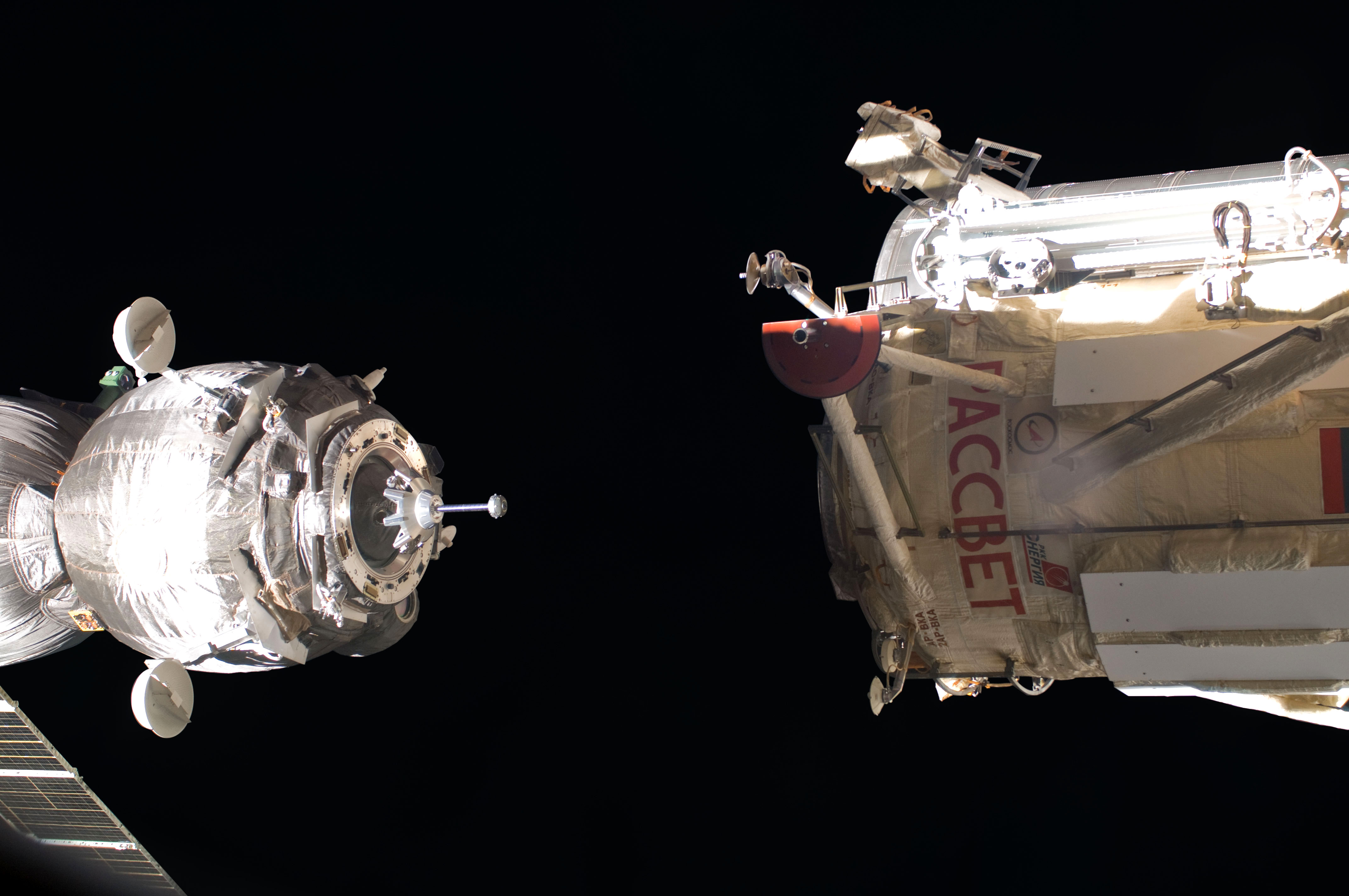
Cumowanie statku Sojuz TMA-03M do ISS
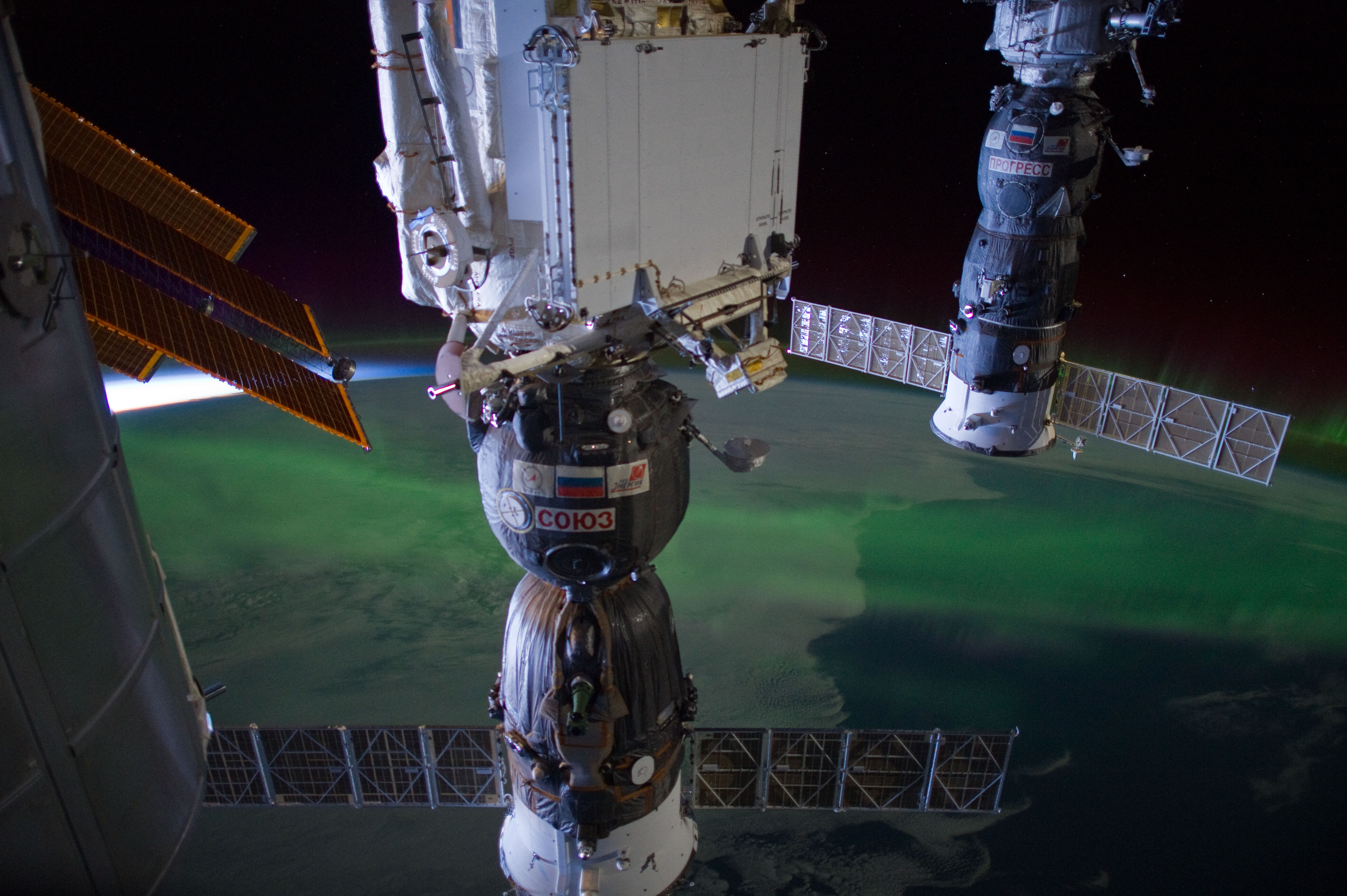
Sojuz TMA-03M i Progress M-14M połączone z ISS
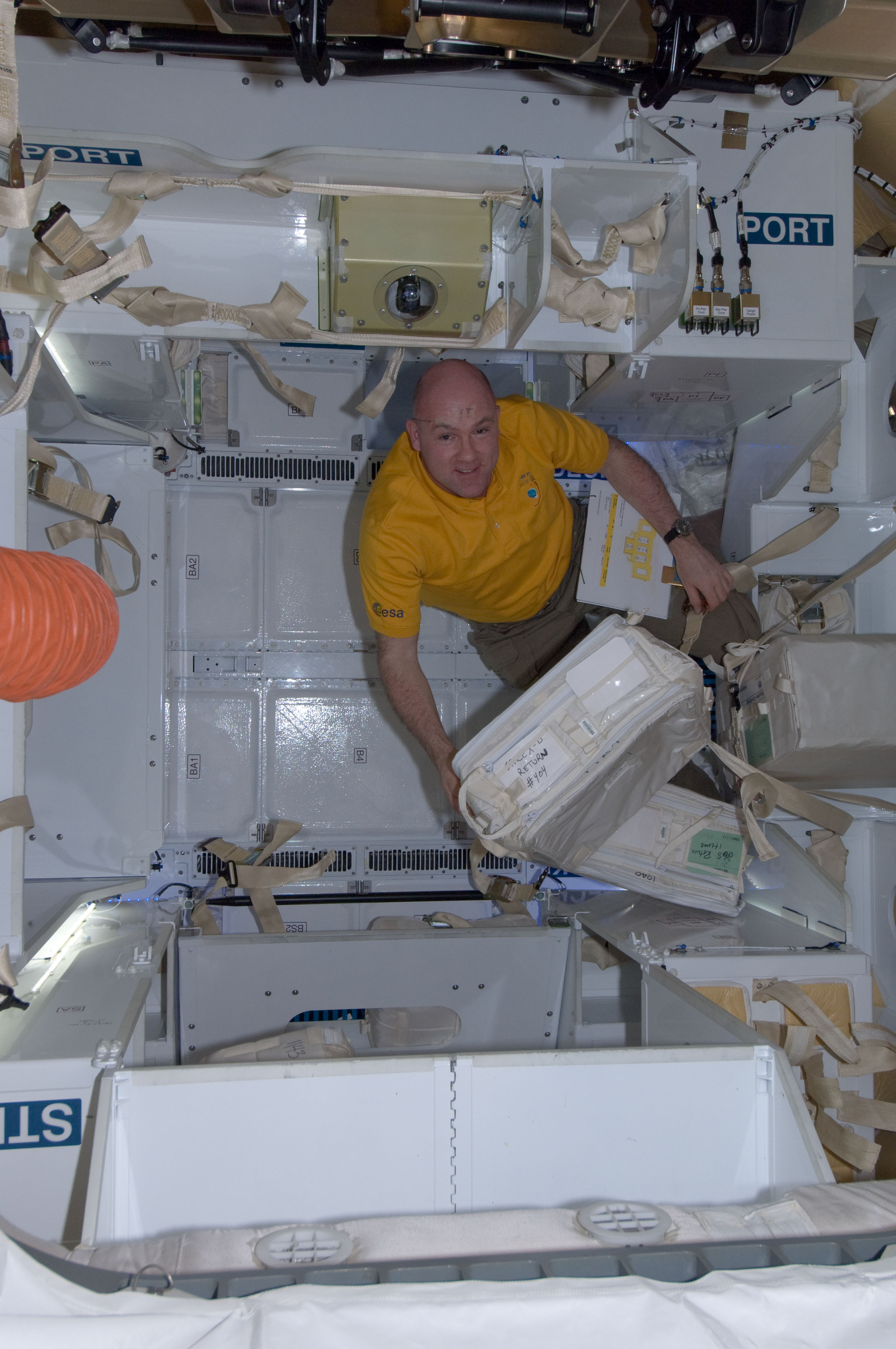
Rozładunek statku transportowego Dragon C2+
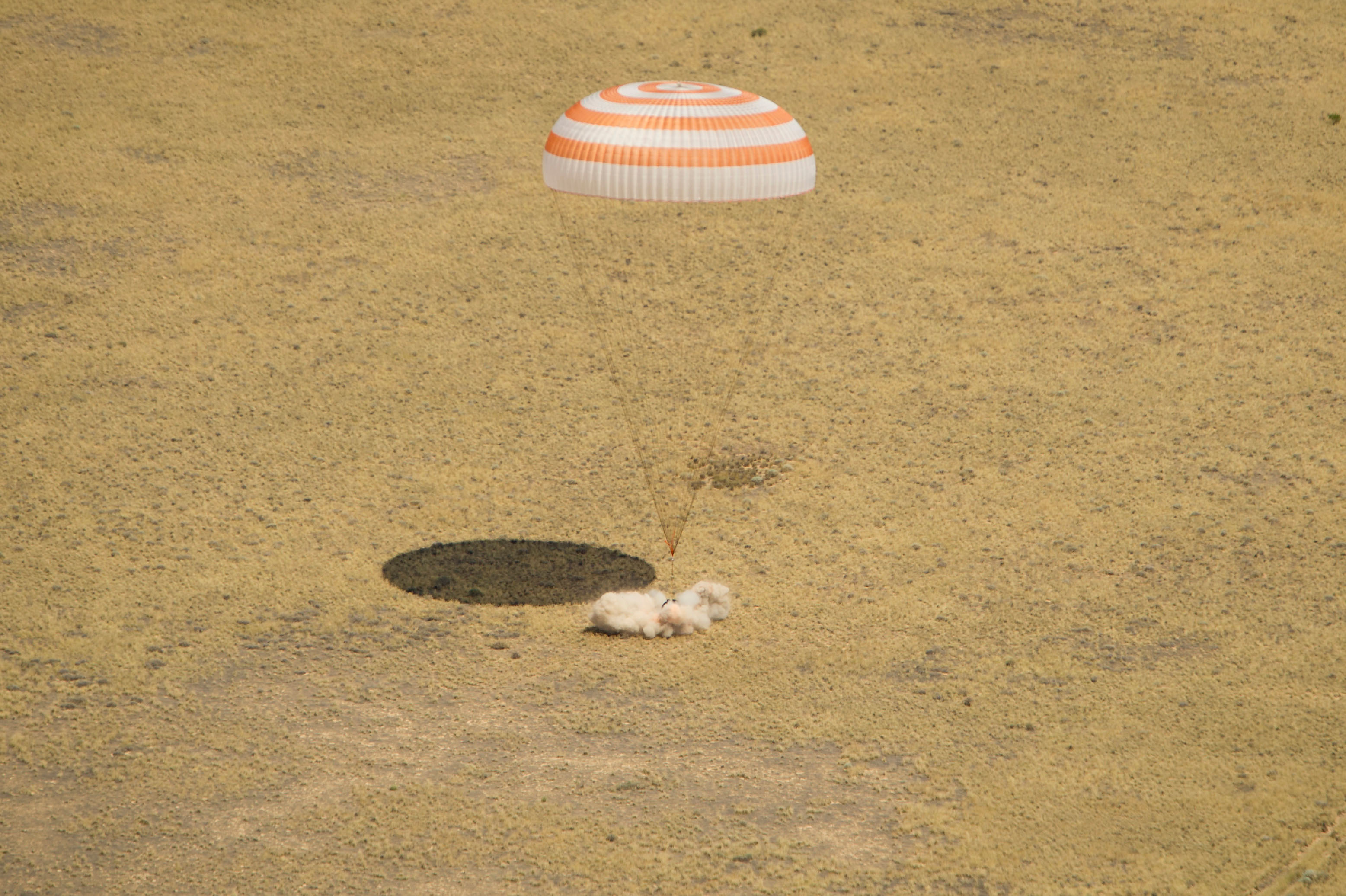
Lądowanie Sojuza TMA-03M
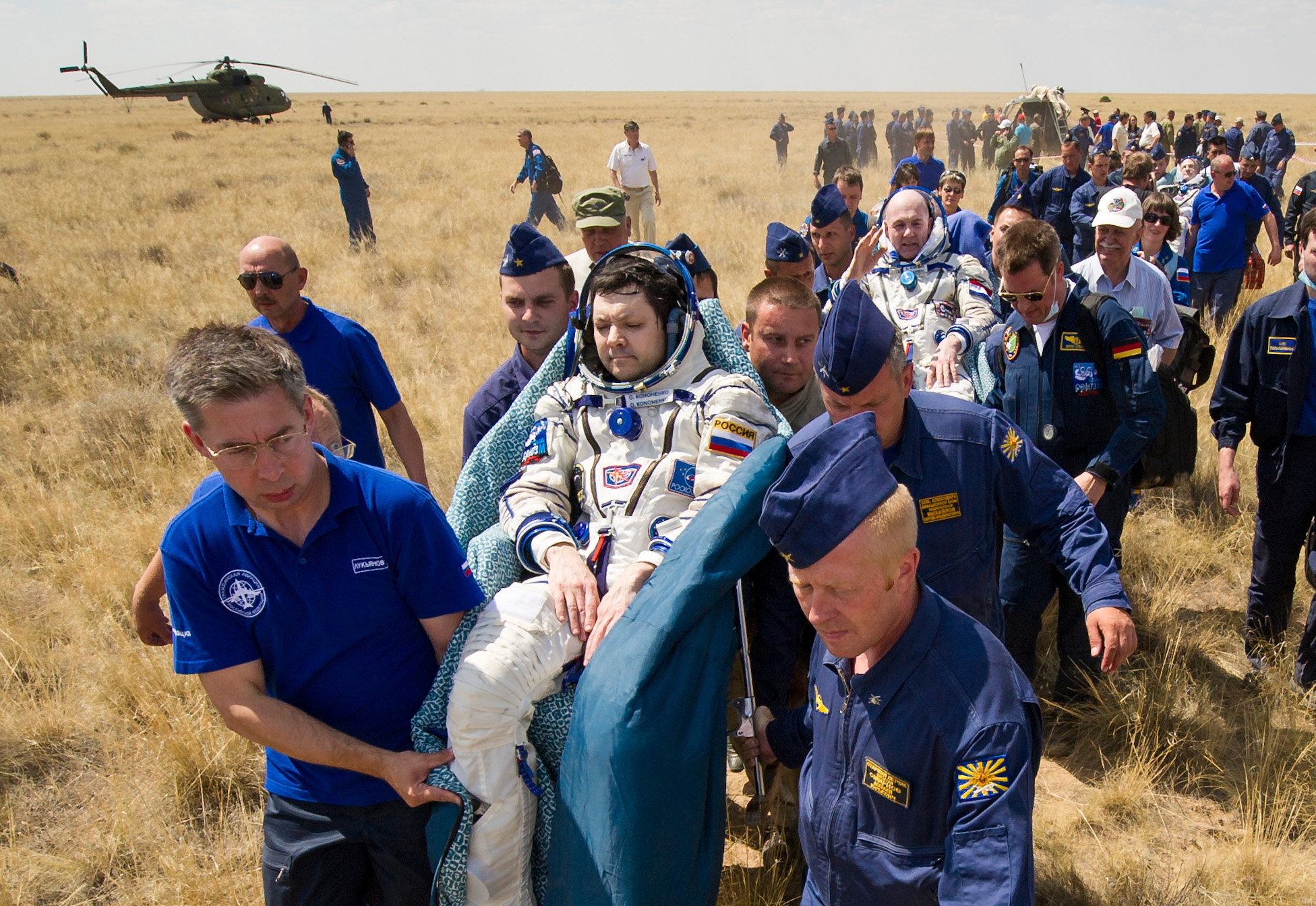
Po wylądowaniu